# Ászár
Ászár är ett mindre samhälle i provinsen Komárom-Esztergom i Ungern. År 2019 hade Ászár totalt 1 694 invånare.